# Edwin Sydney Vanspaul
Edwin Sydney Vanspaul (Neyveli, 24 settembre 1992) è un calciatore indiano, centrocampista svincolato.

## Carriera
Ha giocato nella prima divisione indiana.

## Statistiche

### Presenze e reti nei club
| Stagione            | Squadra             | Campionato          | Campionato | Campionato | Coppe nazionali | Coppe nazionali | Coppe nazionali | Coppe continentali | Coppe continentali | Coppe continentali | Altre coppe | Altre coppe | Altre coppe | Totale | Totale |
| Stagione            | Squadra             | Comp                | Pres       | Reti       | Comp            | Pres            | Reti            | Comp               | Pres               | Reti               | Comp        | Pres        | Reti        | Pres   | Reti   |
| ------------------- | ------------------- | ------------------- | ---------- | ---------- | --------------- | --------------- | --------------- | ------------------ | ------------------ | ------------------ | ----------- | ----------- | ----------- | ------ | ------ |
| 2016-2017           | Chennai City        | IL                  | 12         | 0          | FC              | 3               | 2               | -                  | -                  | -                  | -           | -           | -           | 15     | 2      |
| 2017-2018           | Chennai City        | IL                  | 18         | 0          | SC              | 1               | 0               | -                  | -                  | -                  | -           | -           | -           | 19     | 0      |
| 2018-2019           | Chennai City        | IL                  | 20         | 0          | SC              | 3               | 0               | -                  | -                  | -                  | -           | -           | -           | 20     | 0      |
| Totale Chennai City | Totale Chennai City | Totale Chennai City | 50         | 0          |                 | 7               | 2               |                    | -                  | -                  |             | -           | -           | 57     | 2      |
| 2019-2020           | Chennaiyin          | ISL                 | 17+3       | 0          | SC              | -               | -               | -                  | -                  | -                  | -           | -           | -           | 20     | 0      |
| 2020-2021           | Chennaiyin          | ISL                 | 14         | 0          | -               | -               | -               | -                  | -                  | -                  | -           | -           | -           | 14     | 0      |
| 2021-2022           | Chennaiyin          | ISL                 | 18         | 0          | -               | -               | -               | -                  | -                  | -                  | -           | -           | -           | 18     | 0      |
| 2022-2023           | Chennaiyin          | ISL                 | 19         | 1          | SC              | 3               | 1               | -                  | -                  | -                  | DC          | 5           | 1           | 27     | 3      |
| 2023-2024           | East Bengal         | ISL+CPD             | 4+2        | 0          | SC              | 1               | 0               | -                  | -                  | -                  | DC          | 2           | 0           | 9      | 0      |
| ago.-set.2024       | East Bengal         | ISL+CPD             | -+8        | -+2        | SC              | -               | -               | AFC2+ACL           | 0+-                | 0+-                | DC          | 0           | 0           | 8      | 2      |
| Totale East Bengal  | Totale East Bengal  | Totale East Bengal  | 14         | 2          |                 | 1               | 0               |                    | -                  | -                  |             | 2           | 0           | 17     | 2      |
| 2024-2025           | Chennaiyin          | ISL                 | 1          | 0          | SC              | 0               | 0               | -                  | -                  | -                  | DC+BT       | -           | -           | 1      | 0      |
| Totale Chennaiyin   | Totale Chennaiyin   | Totale Chennaiyin   | 72         | 1          |                 | 3               | 1               |                    | -                  | -                  |             | 5           | 1           | 80     | 3      |
| Totale carriera     | Totale carriera     | Totale carriera     | 136        | 3          |                 | 11              | 3               |                    | -                  | -                  |             | 7           | 1           | 154    | 7      |

## Palmarès

### Competizioni nazionali
- I-League: 1

Chennai City: 2018-2019
- Super Cup: 1

East Bengal: 2024

### Competizioni statali
- CFL Premier Division: 1

East Bengal: 2024